# Kagbeni
Kagbeni – gaun wikas samiti w zachodniej części Nepalu w strefie Dhawalagiri w dystrykcie Mustang. Według nepalskiego spisu powszechnego z 2001 roku liczył on 251 gospodarstw domowych i 994 mieszkańców (519 kobiet i 475 mężczyzn).

Kagbeni
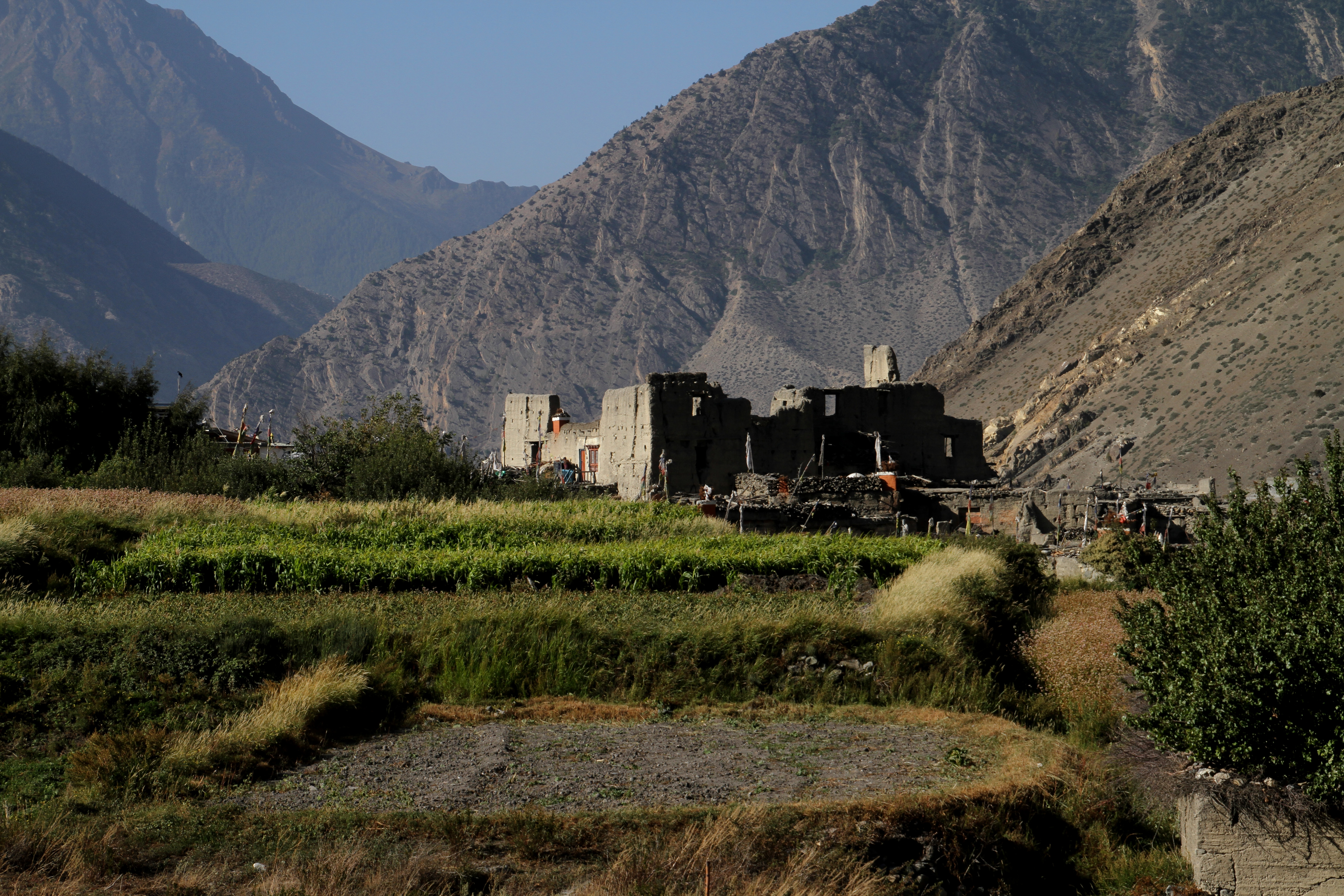
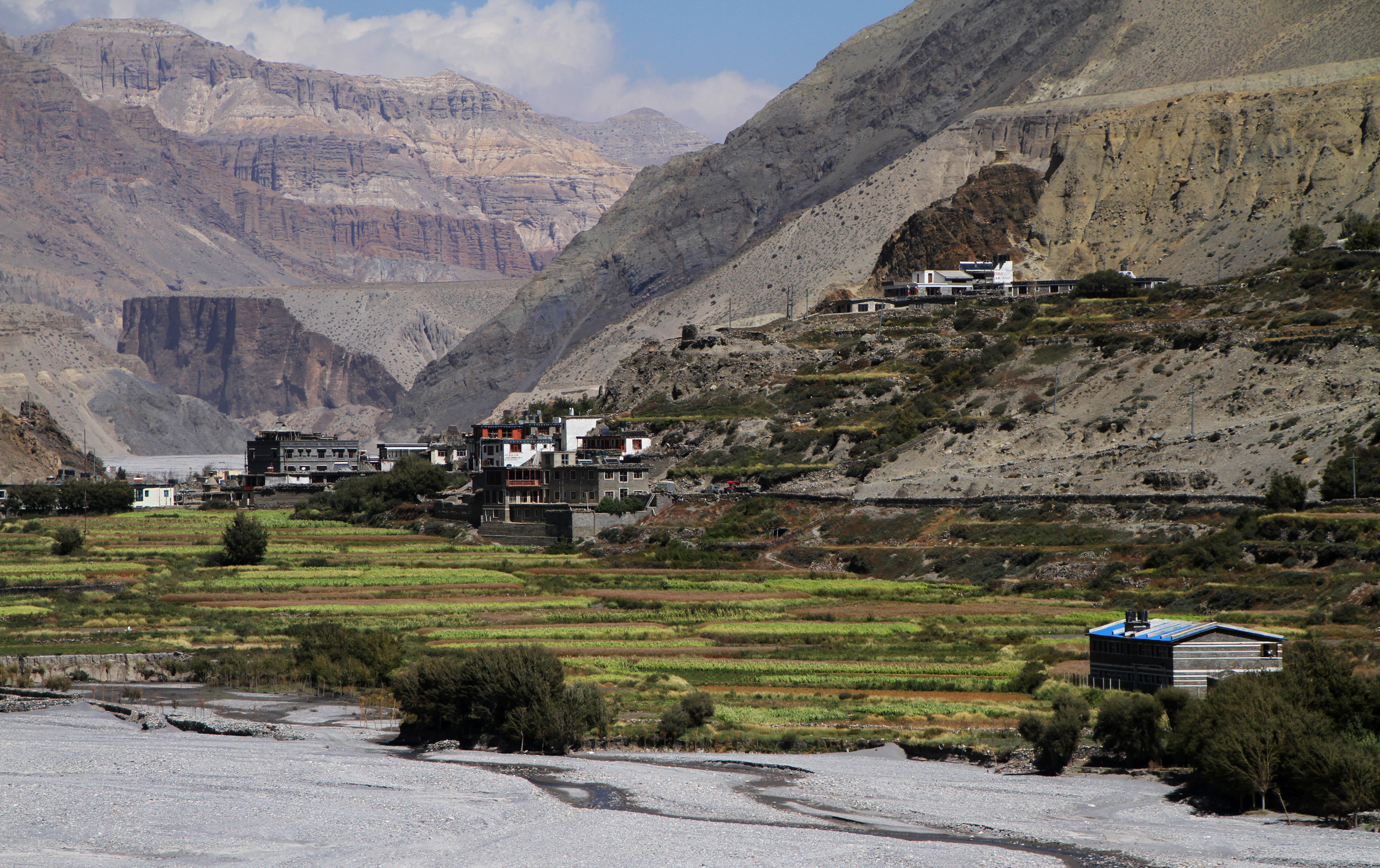
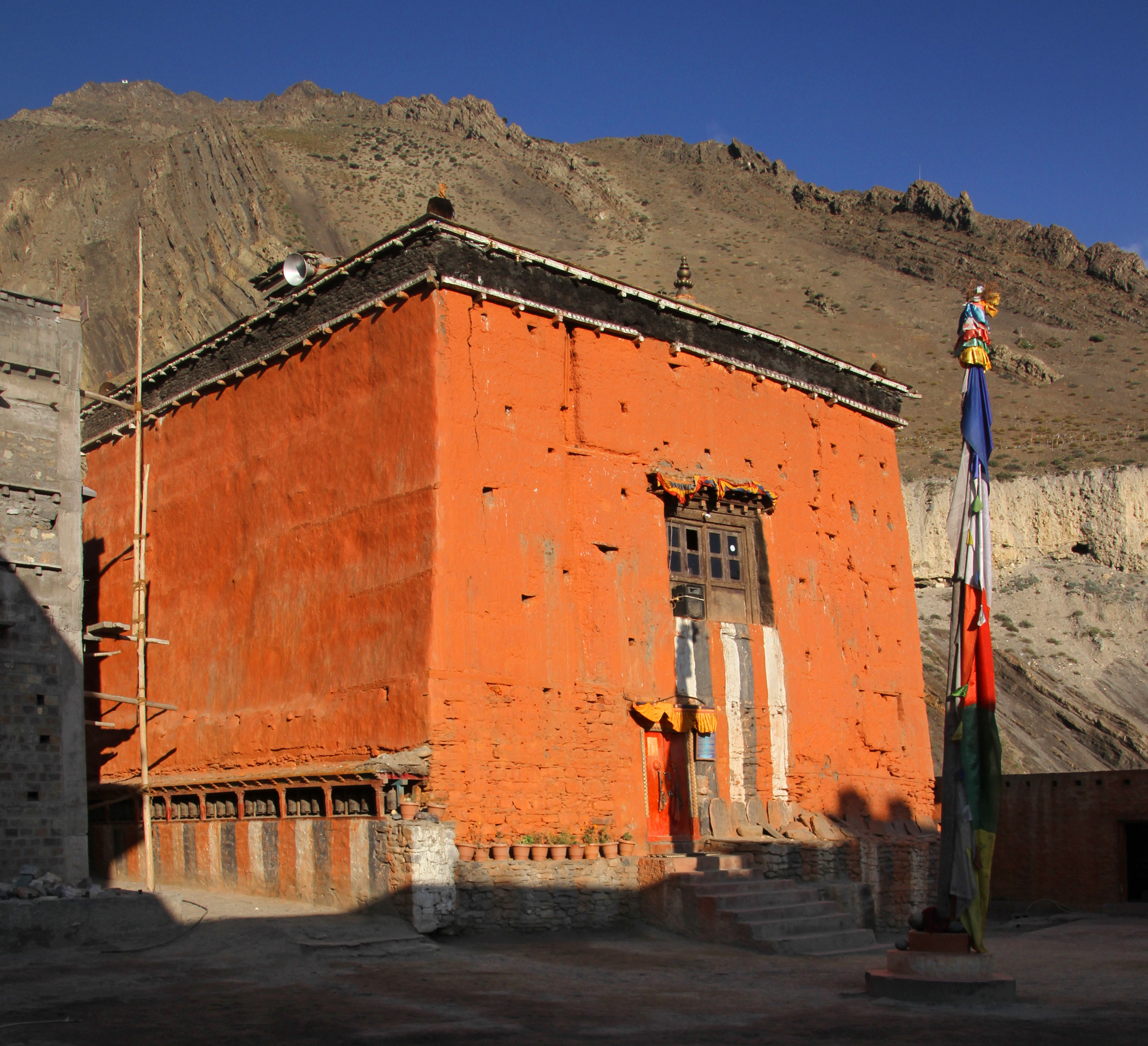
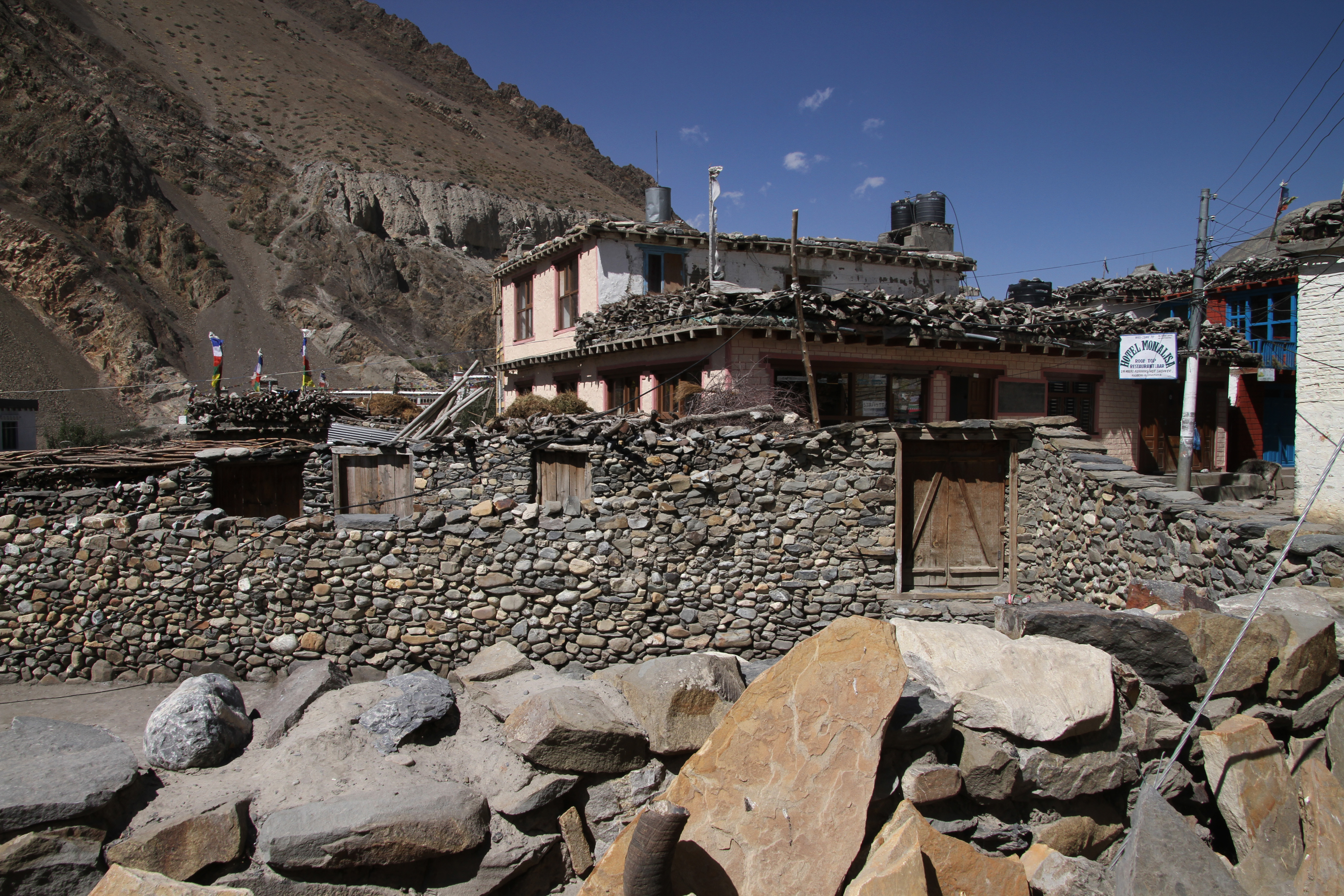
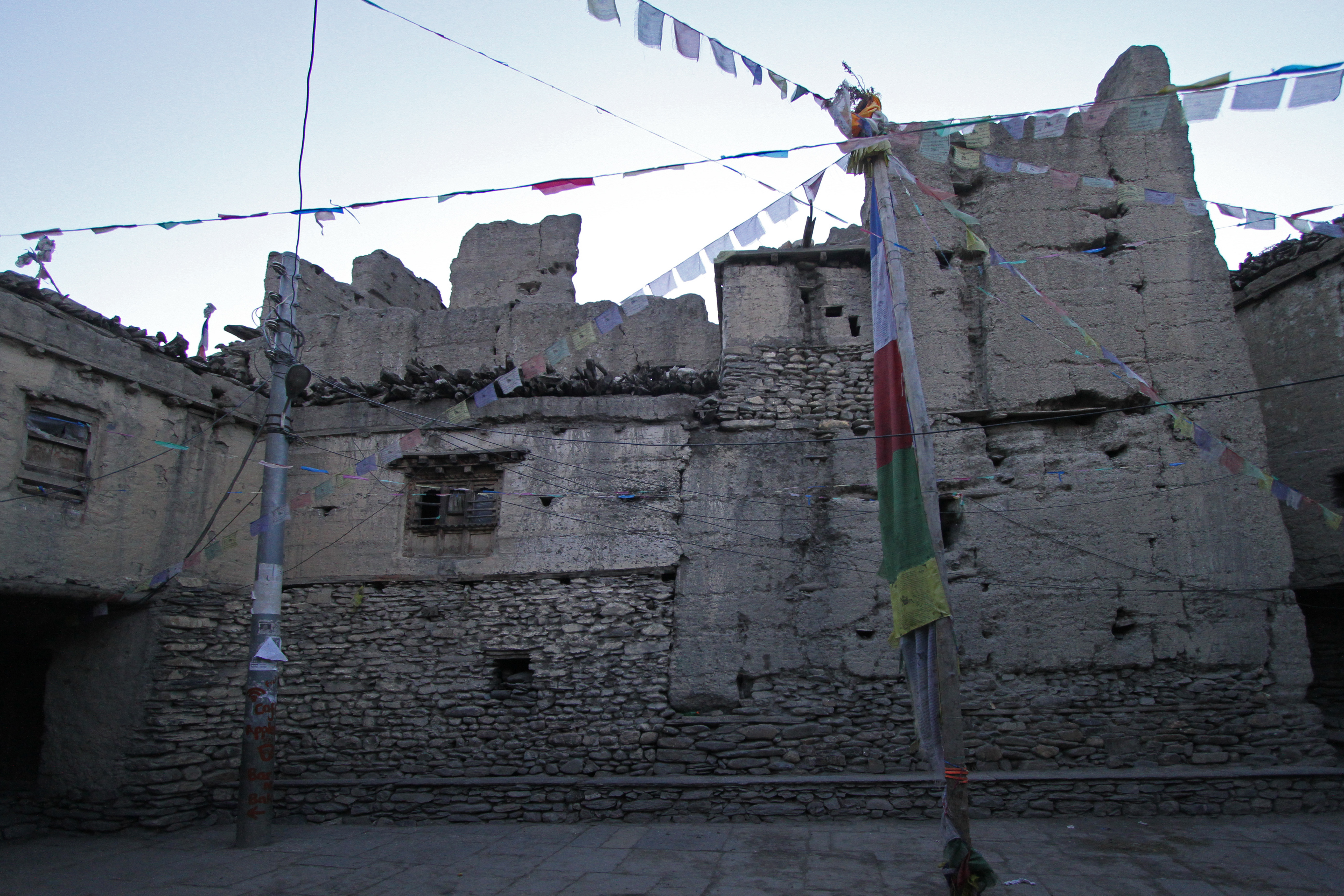
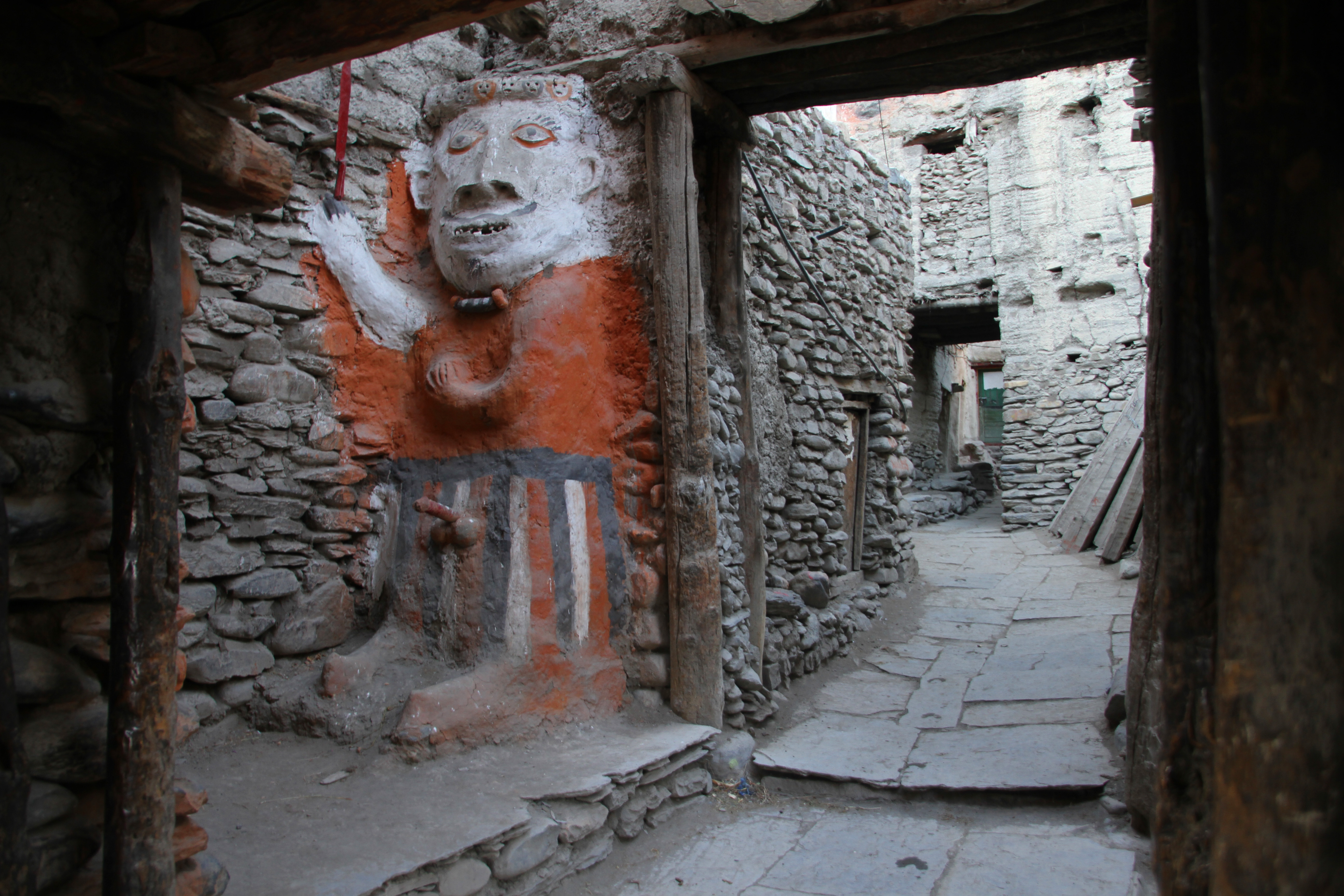
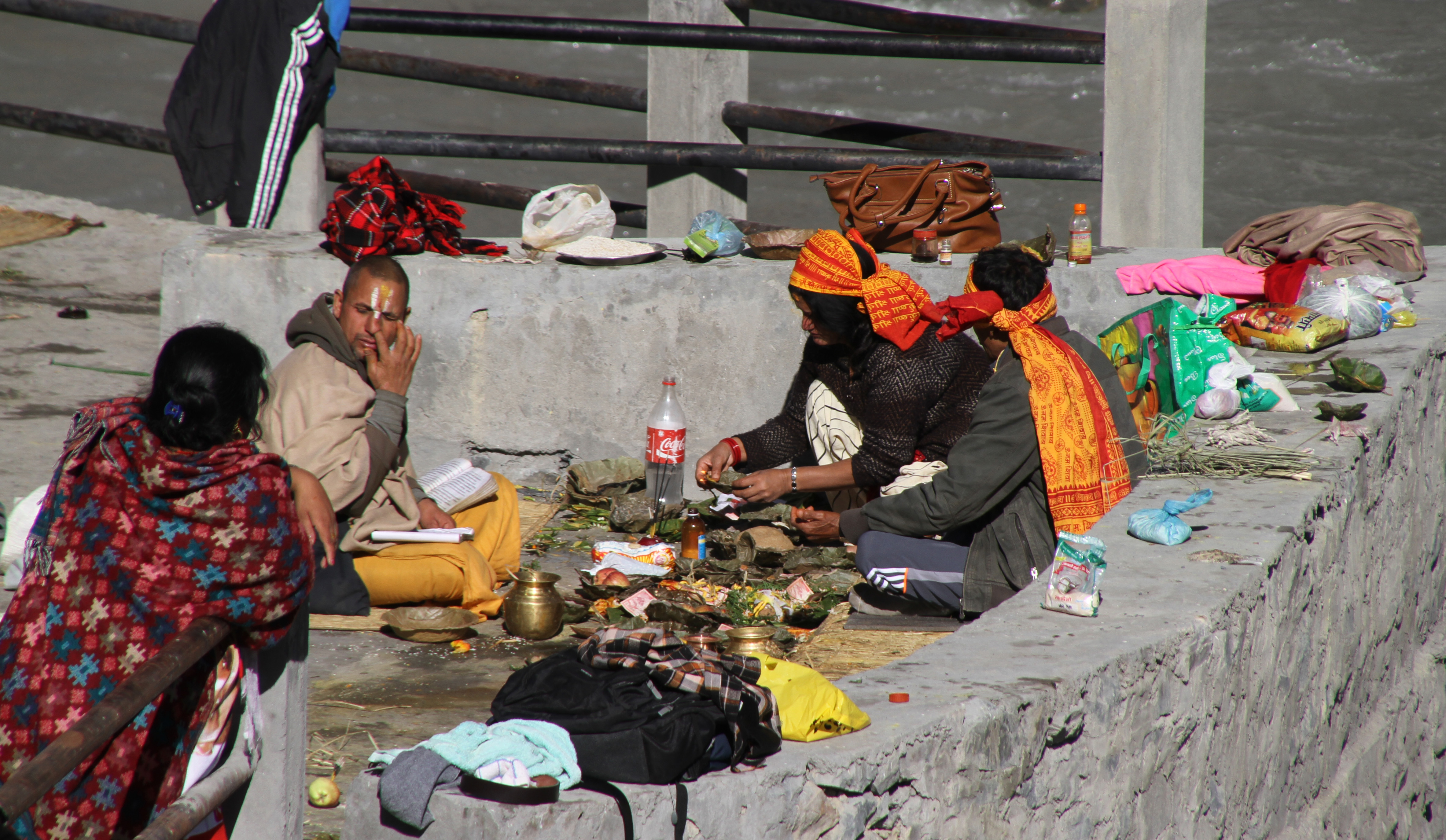
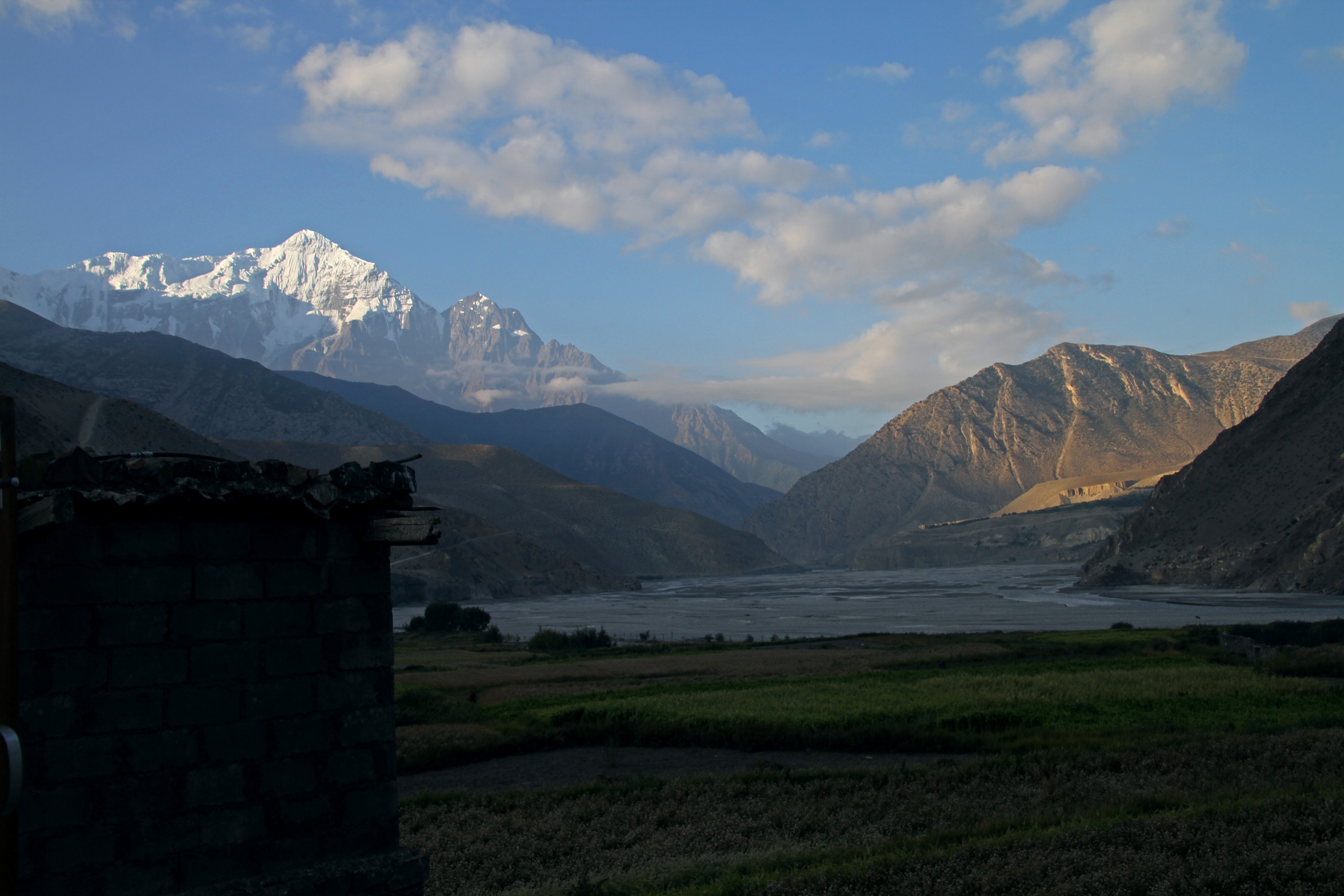
Nilgiri
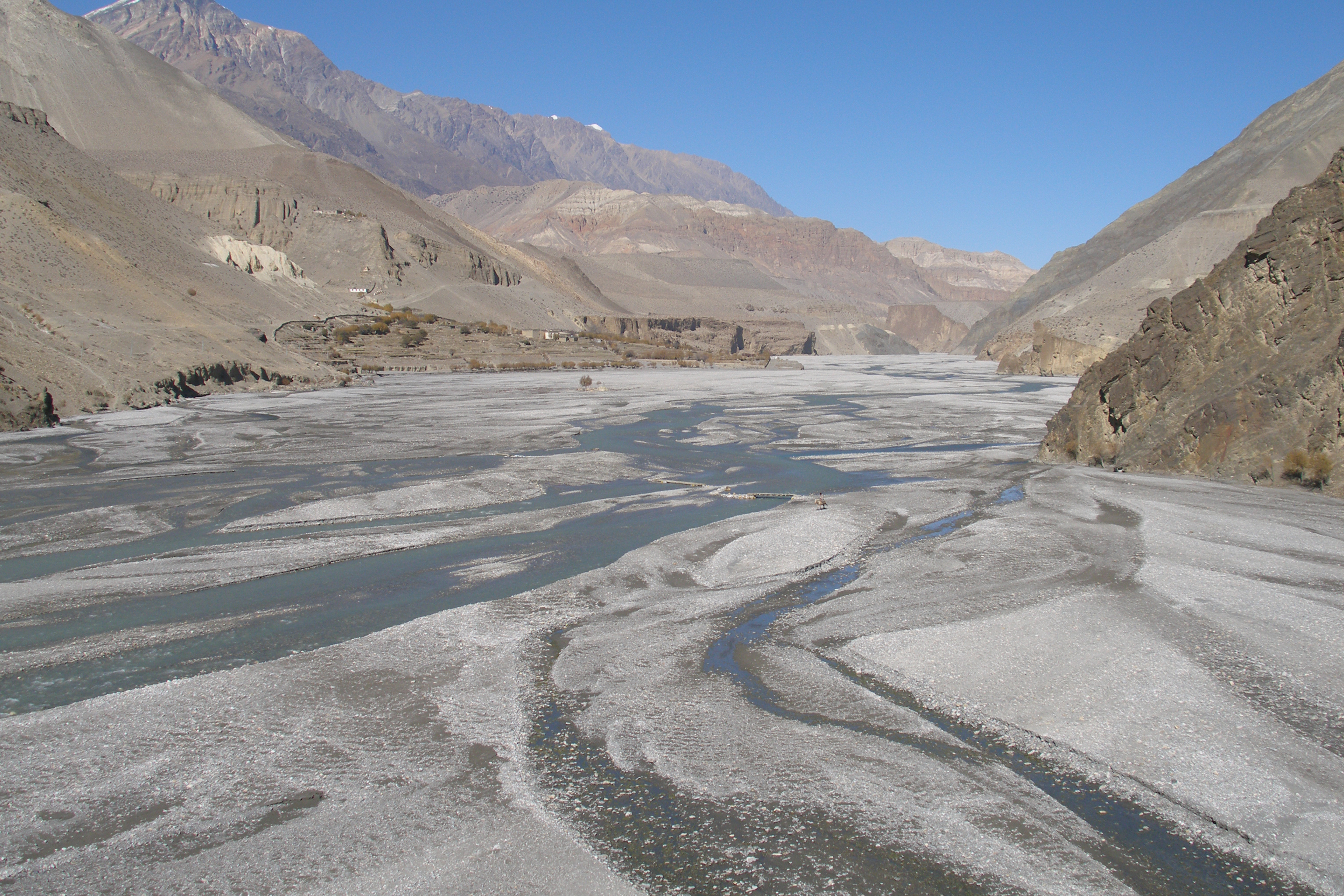
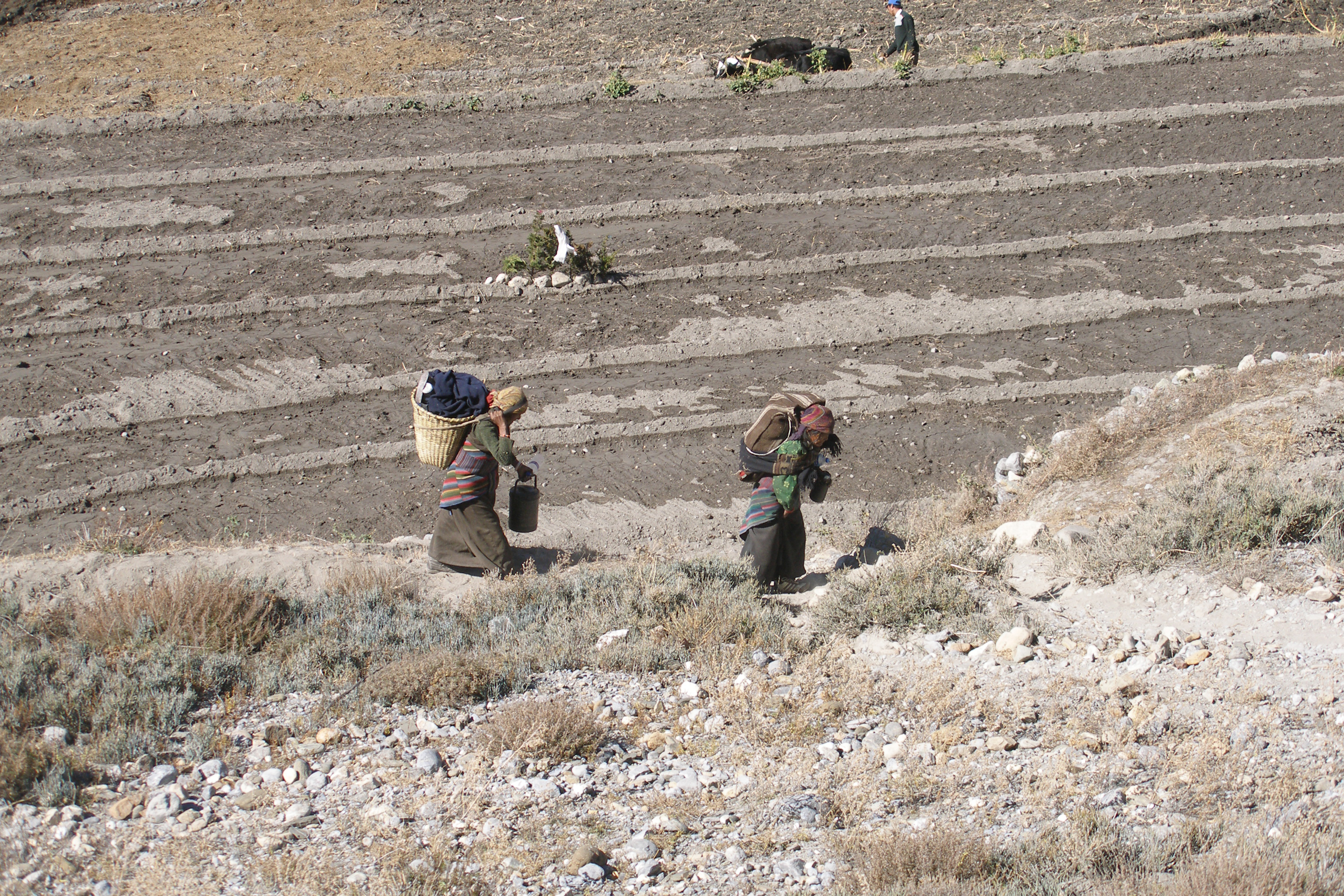
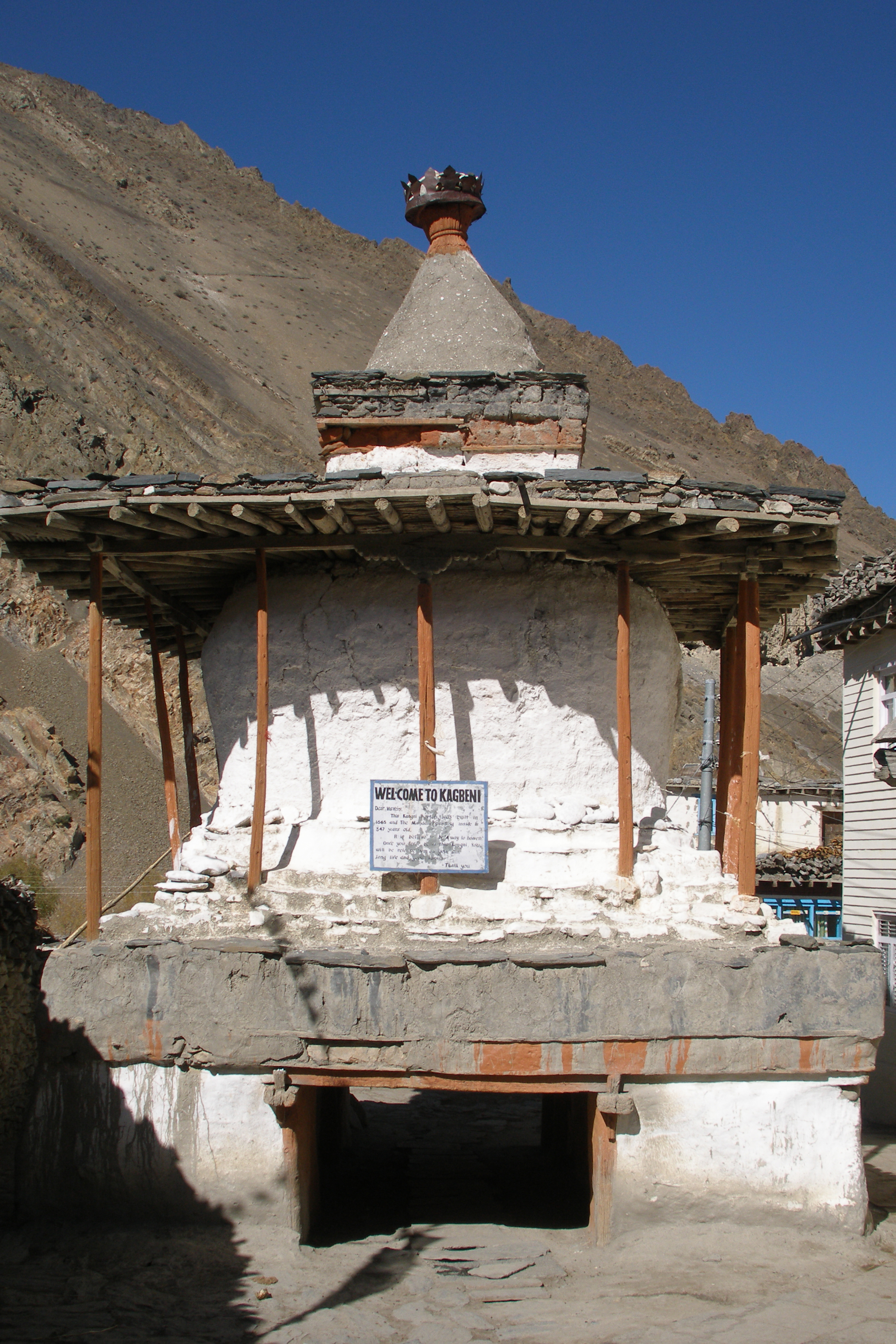
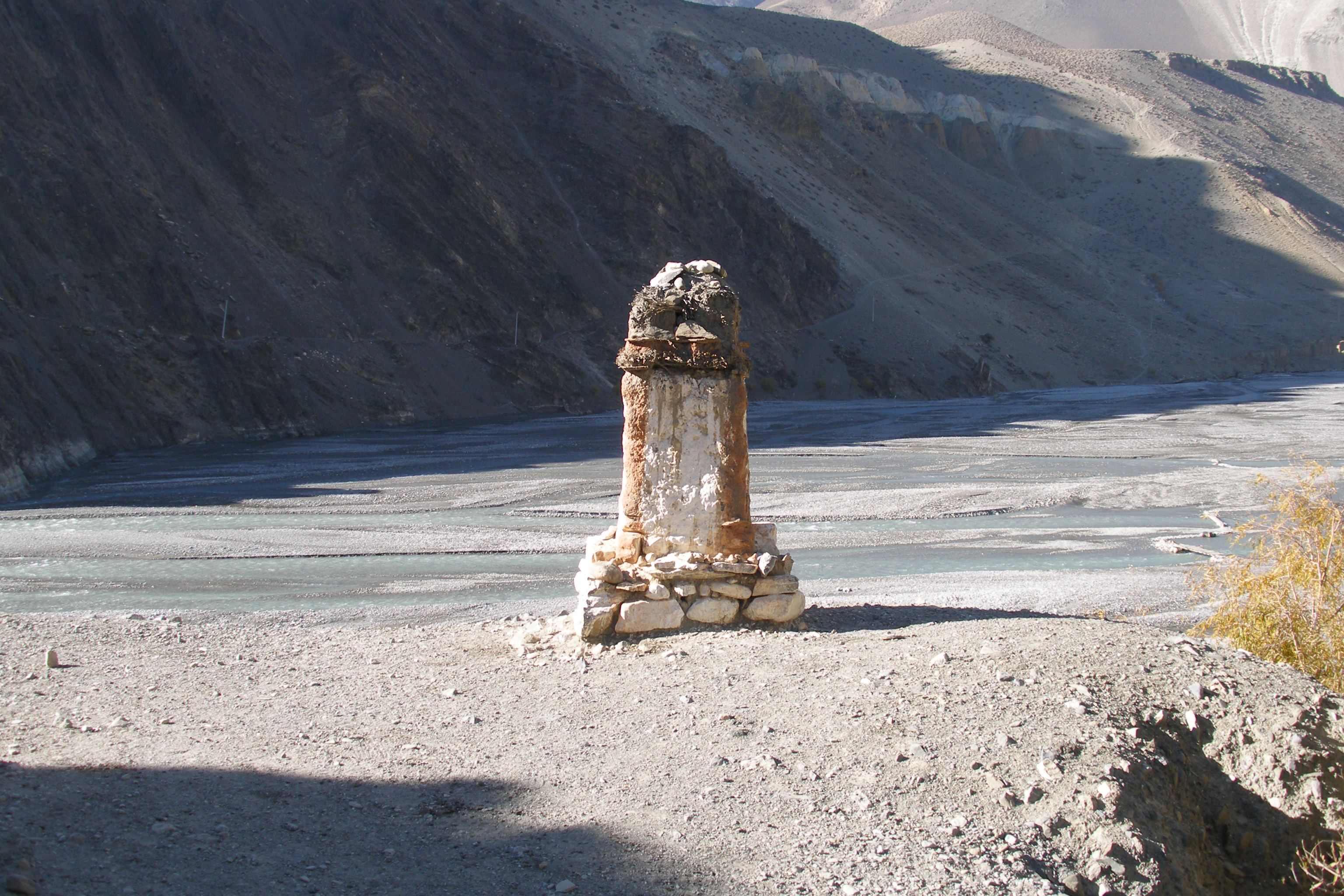
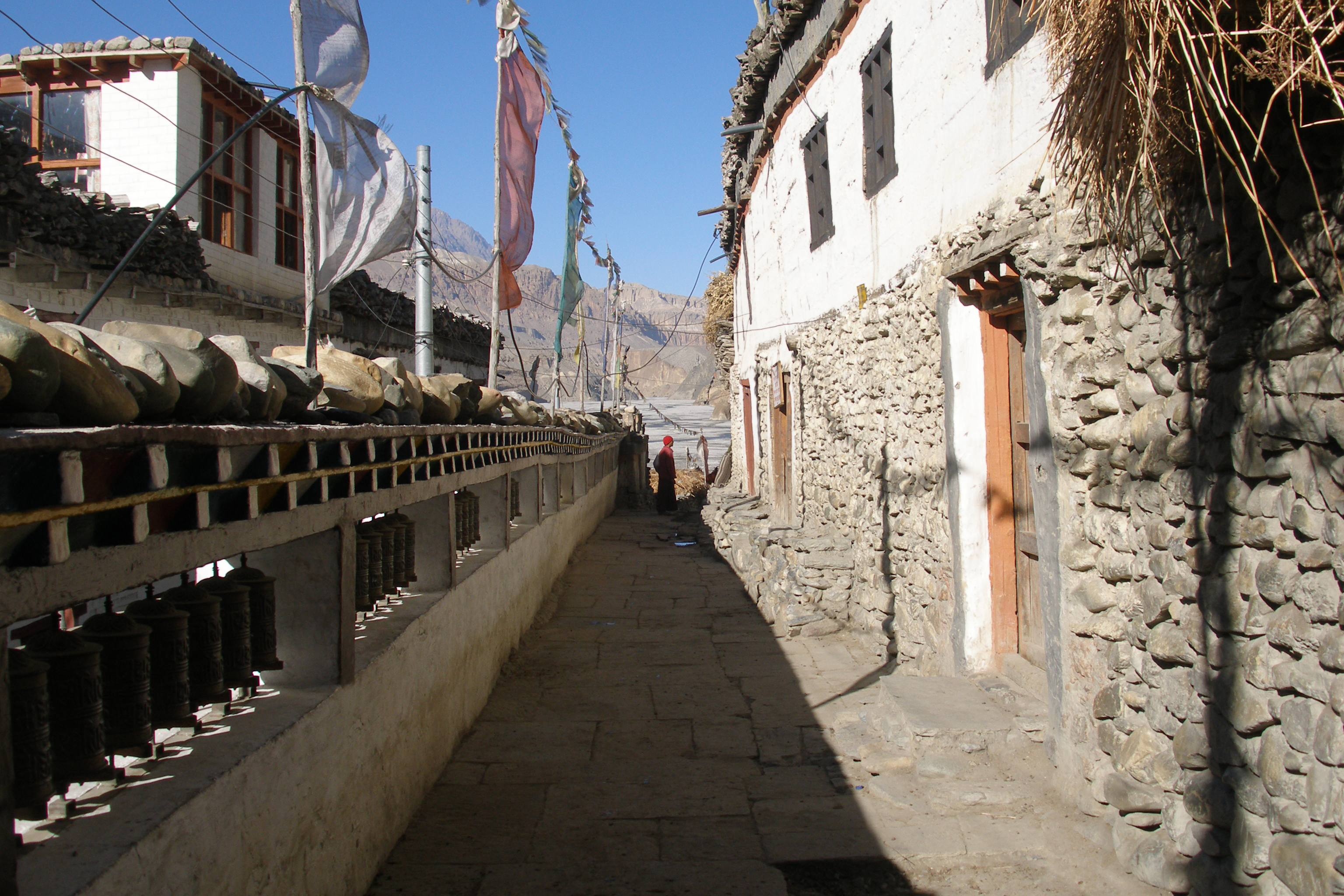
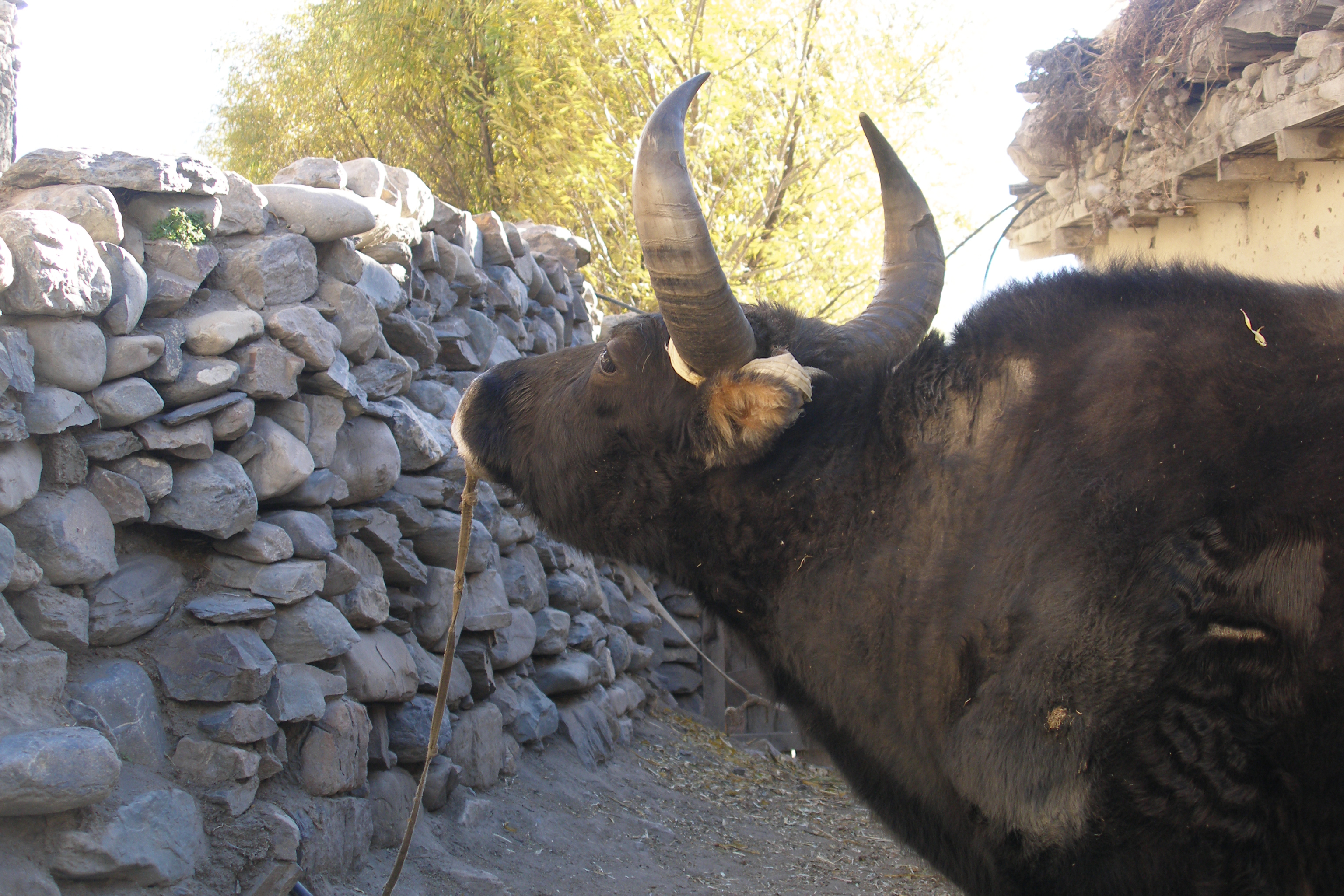